# Veliki Nerajec
Veliki Nerajec este o localitate din comuna Črnomelj, Slovenia, cu o populație de 79 de locuitori.